# Altenvalbert
Altenvalbert ist ein Ortsteil von Lennestadt im Kreis Olpe und liegt in der Nähe der Bundesstraße 55 (unweit von Oberelspe).

## Geschichte

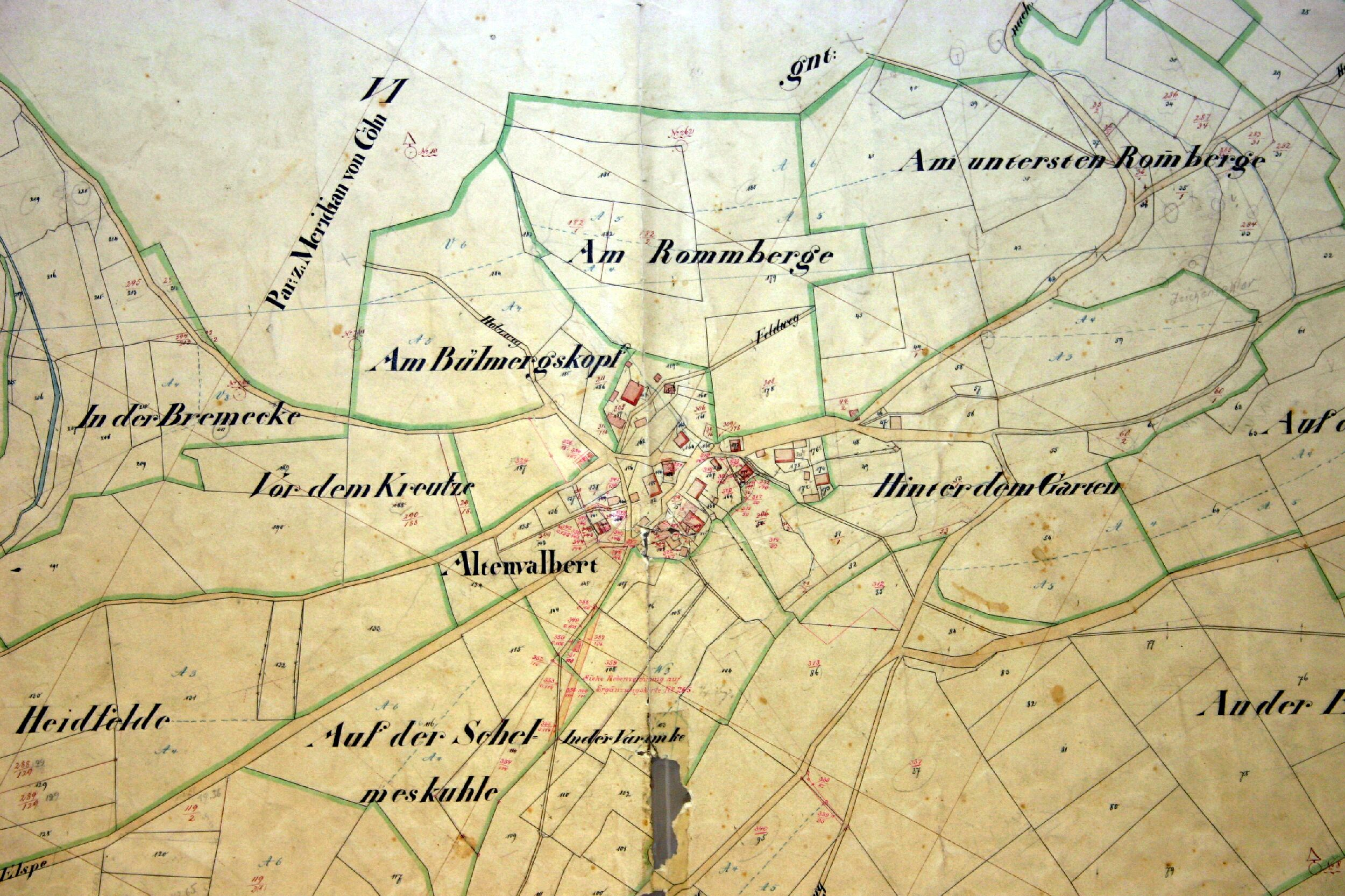
Ausschnitt aus dem Urkataster 1831 Altenvalbert

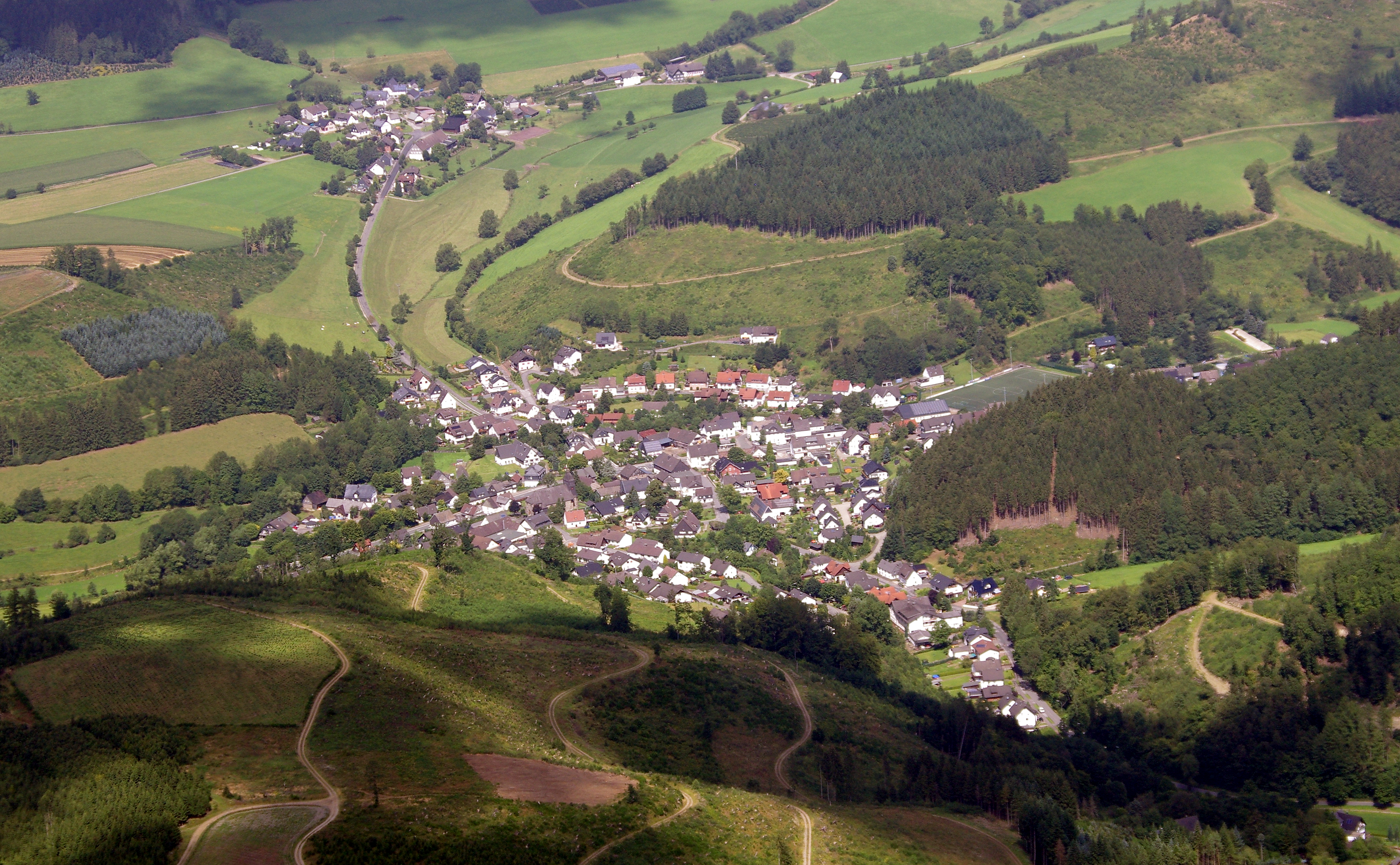
Luftbild Oberelspe und Altenvalbert (Hintergrund)

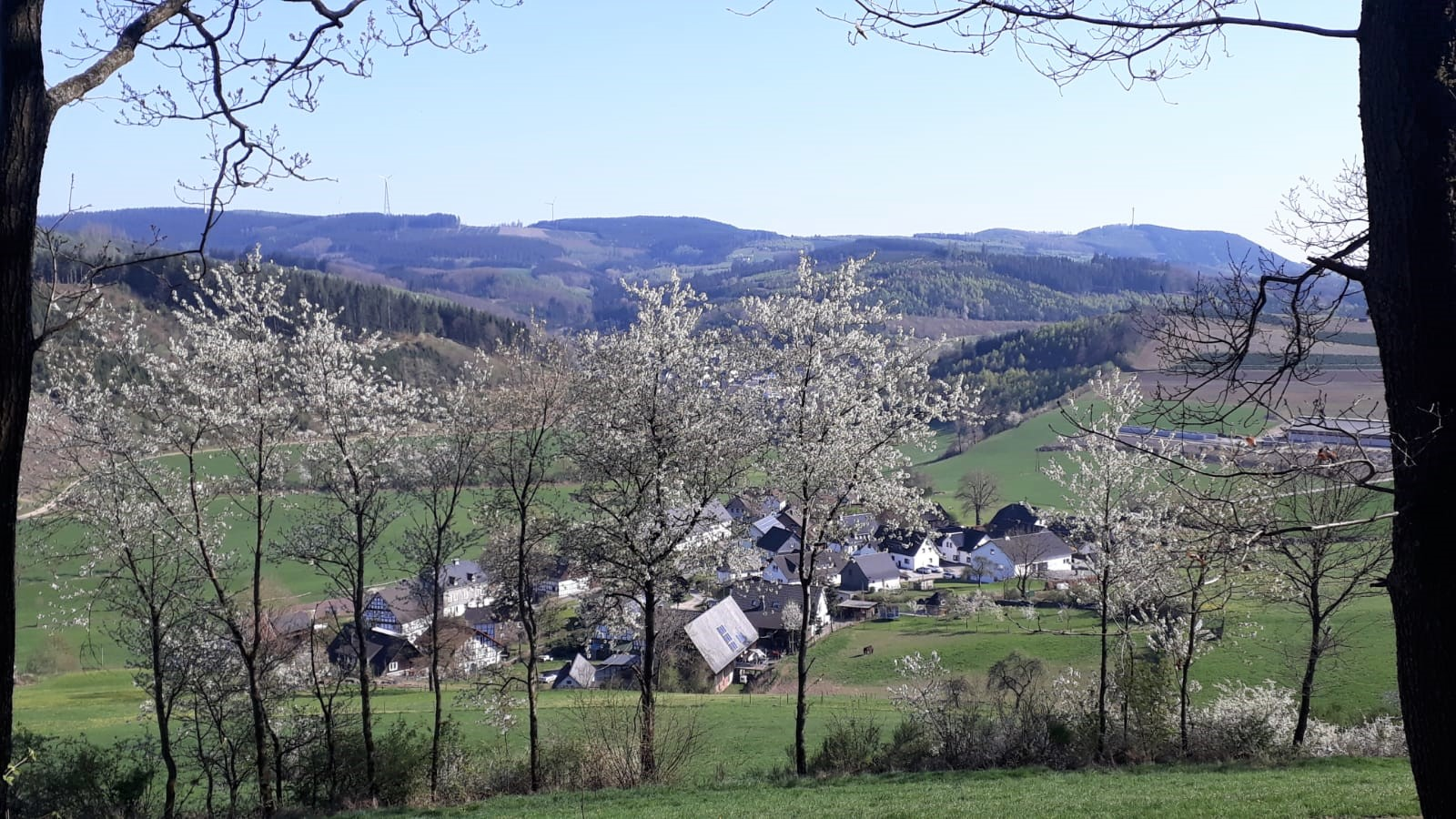
Blick auf Altenvalbert vom Romberg (April 2019)

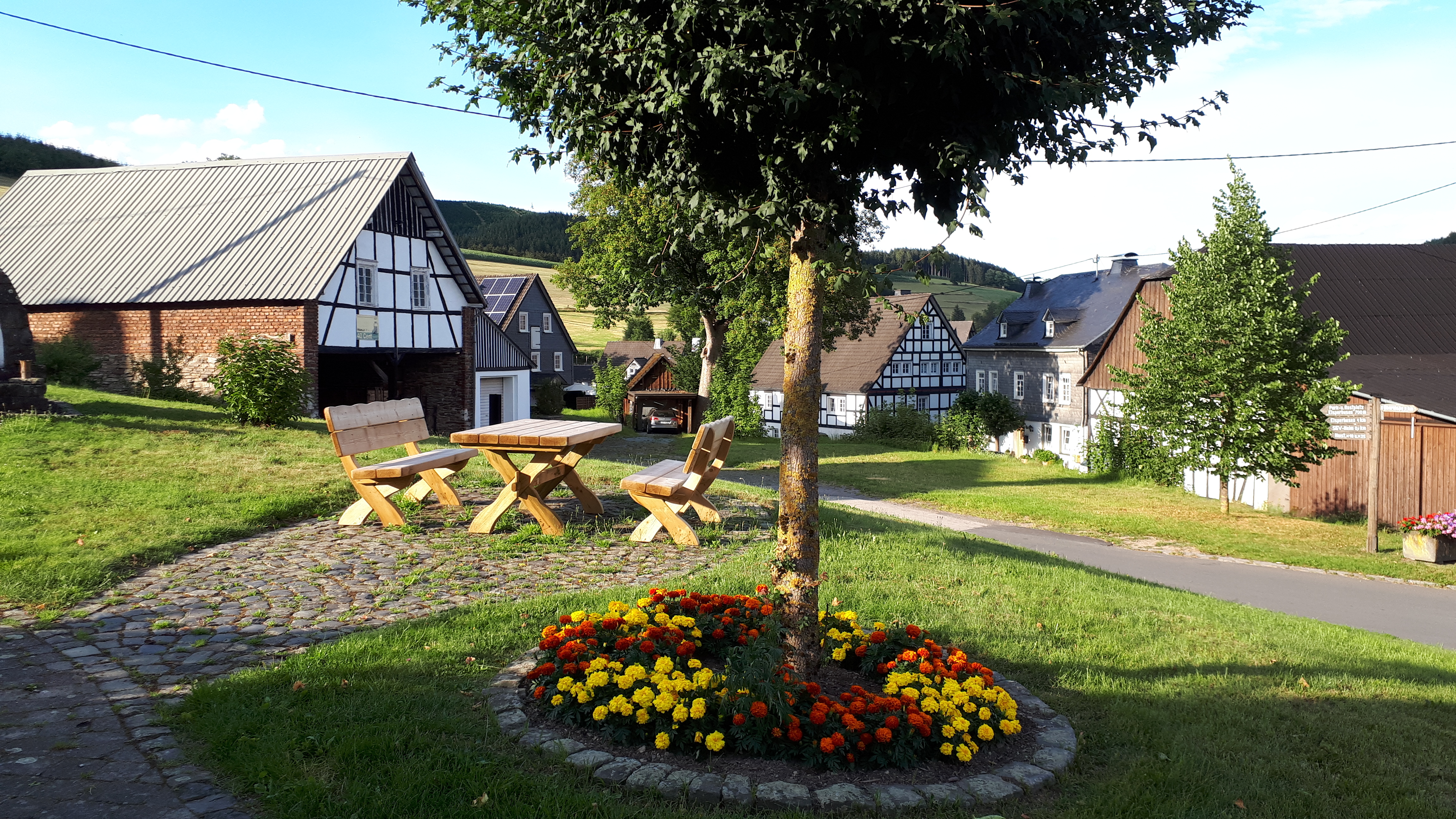
Dorfplatz in Altenvalbert (Juli 2020)

Eine frühzeitige Erwähnung des Dorfes Altenvalbert befindet sich in einem beurkundeten Brief aus dem Jahr 1439, in dem Arnt Rump zu Obervalbert einen Gulden Geldes oder entsprechend Korn als Rente aus dem Zehnten zu Altenvalbert der Kirche zu Elspe vermacht. Die Entstehung des Ortes ist aber wesentlich eher anzunehmen; sie wird um die Jahrhundertwende vermutet. In diesem Zeitraum entstanden eine Reihe von Siedlungsgründungen im Rahmen großer Rodungen. Maßgeblich gelenkt und kontrolliert wurde dieses Rodungswerk der karolingisch-ottonischen Zeit allem Anschein nach durch den Königshof Elspe.
Durch den Ort führt der sogenannte Römerweg, welcher von Bonn über Olpe, Elspe weiter über Obermarpe in Richtung Meschede auf die Briloner Höhen führt. Von Grevenbrück bis Elspe führt die Heidenstraße auf gleicher Trasse bis kurz vor Altenvalbert, um bei der „Lausebuche“ in Richtung Oberelspe, Wormbach weiter bis Kassel abzuzweigen.
Die verschiedenen Schreibweisen von Altenvalbert im 15. bis 17. Jahrhundert enthalten die Formen „val(en)“ bzw. „var(en)“. Nach einer neueren Untersuchung der Ortsnamen im Kreis Olpe handelt es sich bei diesen Wortbestandteilen möglicherweise um Beschreibungen des Farbeindrucks (wie „fahl“, „gelblich“) der mit „-bert“ bezeichneten Stelle. Eine schlüssige Deutung des Grundwortes „-bert“ oder der möglichen älteren Version „-bracht“ erscheint allerdings nicht möglich. Eine für hessische Orte gefundene Deutung als „kahler Berg“ lässt sich auf die westfälischen Verhältnisse nicht ohne weiteres übertragen. Das im Ortsnamen vorangestellte „Alten-“ lässt sich dahingehend deuten, dass Altenvalbert im Vergleich zu Obervalbert und Haus Valbert wohl die älteste Siedlung ist.
Einwohnerzahlen für Altenvalbert lassen sich erstmals für die Zeit um 1536 schätzen. Ein in diesem Jahr angelegtes Schatzregister (diente der Erhebung von Steuern) des Herzogtums Westfalens nennt in Altenvalbert sechs Schatz- bzw. Steuerpflichtige. Setzt man die Zahl der Schatzpflichtigen mit der Zahl der damals vorhandenen Häuser gleich und rechnet pro Wohnhaus etwa sechs Bewohner, so müssen um 1536 in Altenvalbert etwa 36 Einwohner gelebt haben.
Im Jahr 1758 wurden durch eine Brandkatastrophe die Dorfkapelle St. Maria Magdalena und vier weitere Häuser völlig zerstört. Die erste preußische Gebäude- und Einwohnerzählung aus dem Jahr 1817 gibt für Altenvalbert acht Wohnhäuser und 86 Einwohner an. Das durch Landwirtschaft geprägte Umfeld von Altenvalbert war lange Zeit ärmlich bzw. schwierig. Eine Besserung trat nach der Inbetriebnahme der Bahnstrecke Hagen – Altenhundem – Siegen im Jahr 1861 und dem Aufblühen der Industrie, insbesondere der Erschließung der Meggener Schwefelkiesgruben ein.
Bis zum Jahr 1970 hat sich die Einwohnerzahl gegenüber 1817 nur wenig verändert. Nach einer amtlichen Statistik aus 1970 belief sich die Zahl der Bewohner von Altenvalbert auf 89, wovon 15 in der Landwirtschaft, 18 im produzierenden Gewerbe, vier im Handel und Verkehr und drei in anderen Bereichen beschäftigt waren.
Ende Juni 2020 betrug die Einwohnerzahl 101. Für die Vielfalt des Dorflebens spricht, dass sich mehrere selbständige Unternehmer und Freiberufler in den Bereichen Architektur, Internet-Dienstleistungen, Trauerbegleitung und Musik/Unterhaltung in Altenvalbert niedergelassen haben.

## Eingemeindung
Bis zum 30. Juni 1969 gehörte Altenvalbert zur Gemeinde Elspe, wurde dann zum 1. Juli 1969 in die neue Stadt Lennestadt eingegliedert.

## Kapelle St. Maria Magdalena

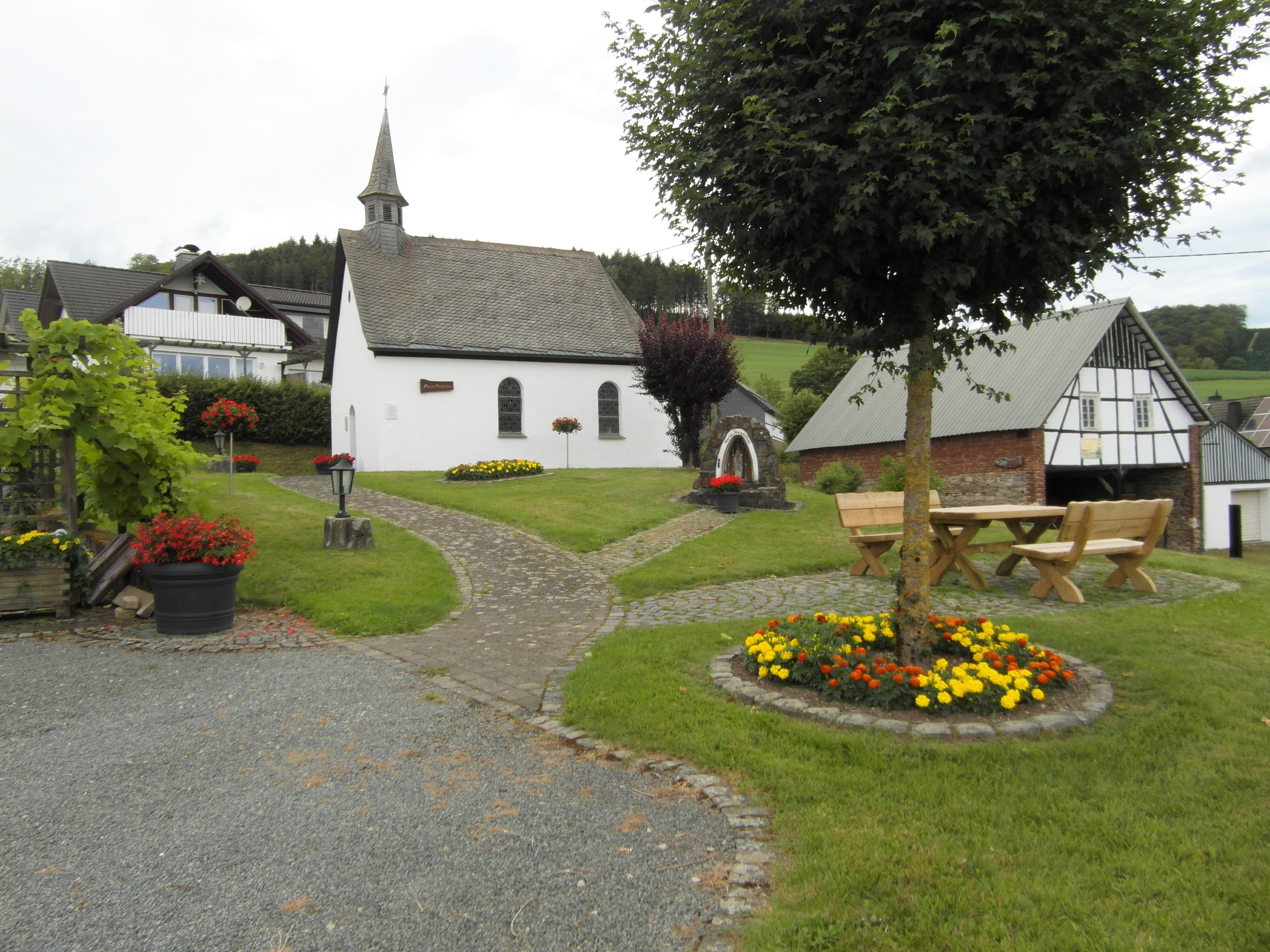
St. Maria Magdalena mit Außenbereich

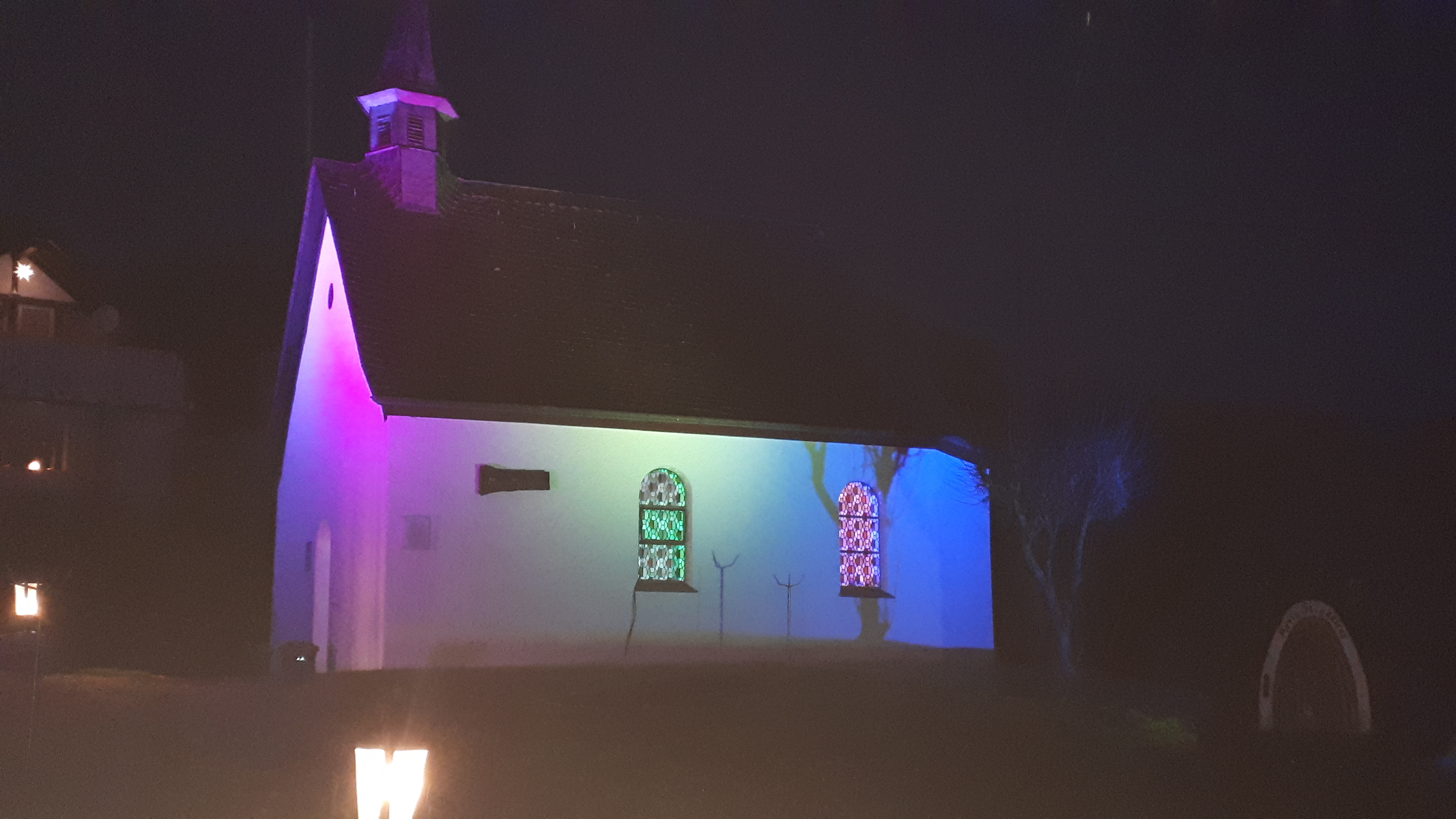
St. Maria Magdalena illuminiert

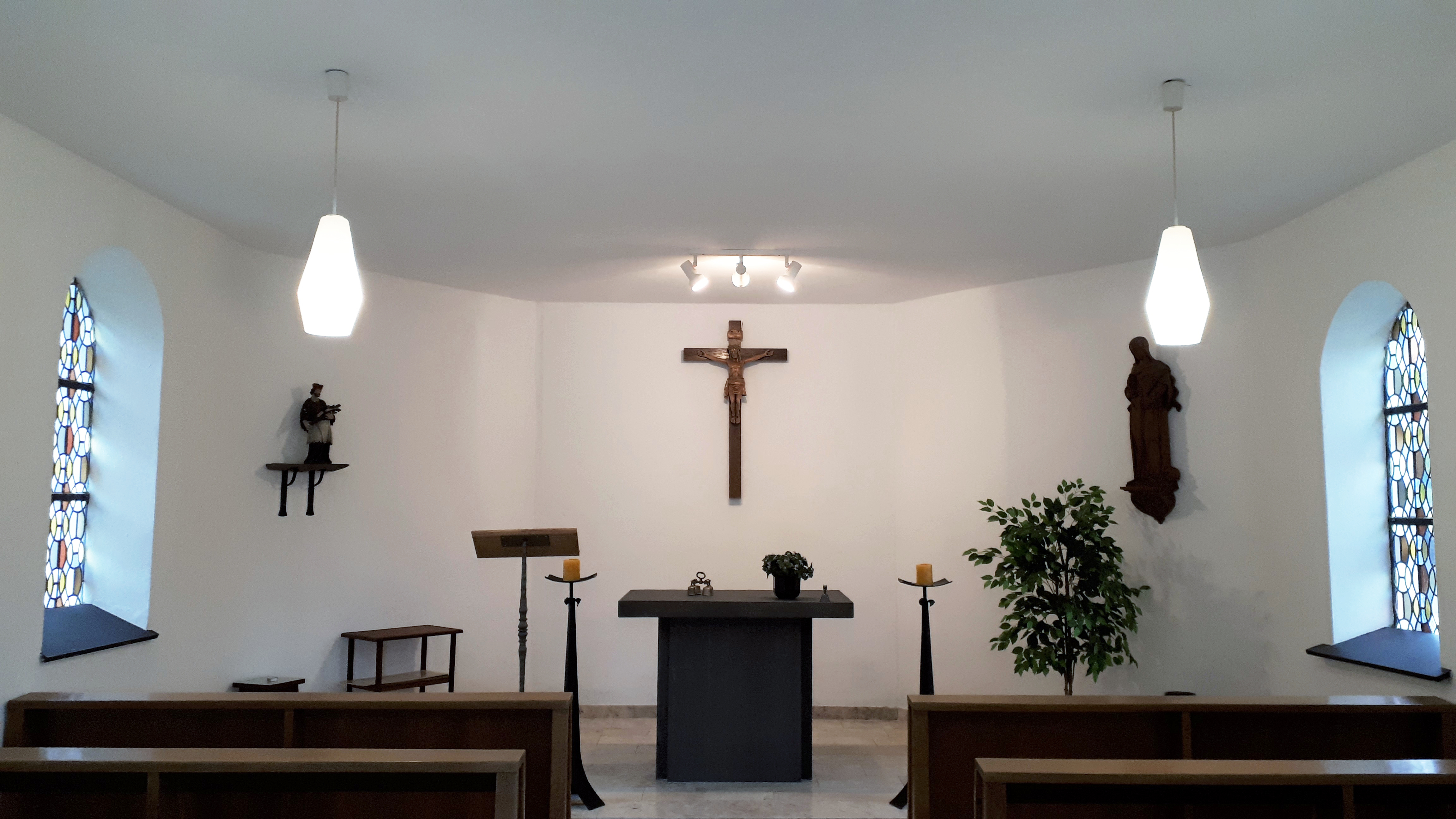
St. Maria Magdalena (schlichter Altarraum)

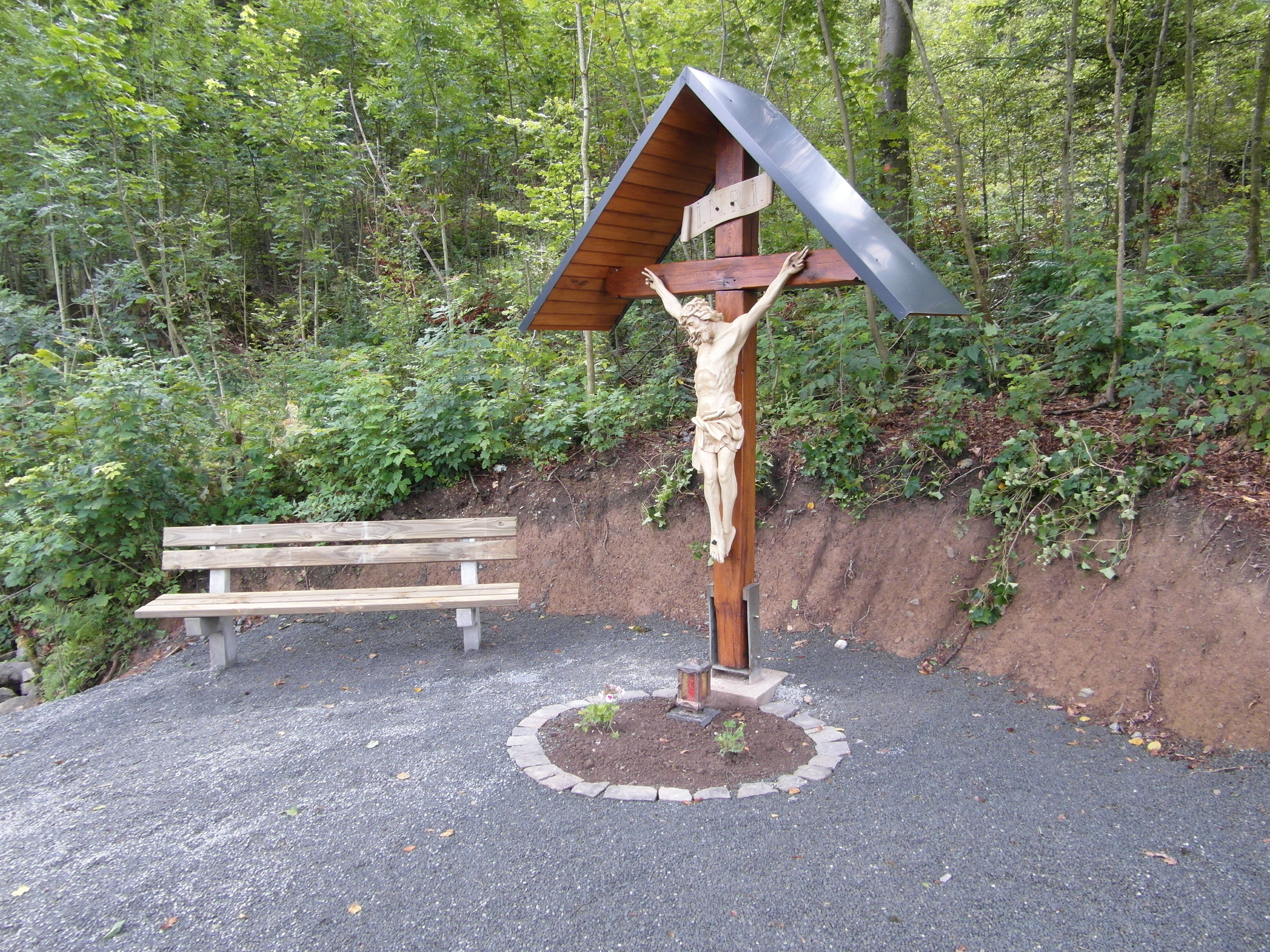
Vom Kapellenverein neu eingerichtete Rastecke mit Kruzifix im Dahl

Über den Ursprung der Altenvalberter Kapelle liegen keine genaueren Informationen vor.
Die Kapelle von Altenvalbert ist am 25. Juni 1758 mit den Häusern Arentz, Griesen, Gramen und Greven völlig abgebrannt und 1760 aus Kollekten wieder aufgebaut worden.
Der Abt des Franziskanerklosters in Attendorn erhielt vom Bischof in Köln die Genehmigung, eine Glocke für die Kapelle zu segnen, außerdem durfte der Elsper Pfarrer im Mai 1760 die neu erbaute Kapelle weihen. Ein noch heute vorhandenes Fachwerkhaus in Nähe der Kapelle trägt eine Balkeninschrift mit der Jahreszahl 1758 und gibt damit Zeugnis von der damaligen Katastrophe. Ein Lagerbuch (Inventar) des Kirchspiels Elspe für das Jahr 1749 weist die hl. Maria Magdalena als Schutzpatronin der Kapelle aus.
Die Kapelle hatte kein eigenes Vermögen bzw. keine eigenen Einkünfte. Die Altenvalberter mussten für ihre Kapelle selbst sorgen. Das geschah mitunter in der Weise, dass bestimmten Personen Grundstücke (als Lehen) zur Nutzung überlassen wurden mit der Maßgabe, Zahlungen in Geld oder andere Leistungen (zum Beispiel das Läuten der Glocke) für die Kapelle zu erbringen.
Die Kapelle präsentiert sich als schlichter Putzbau mit dreiseitigem Chorabschluss, verschiefertem Dach und kleinem Dachreiter mit spitzem, achtseitigen Helm. Die Bronzeglocke aus dem Jahr 1759/60 (noch heute im Kapellenturm vorhanden) wurde von Johann Peter Bach gegossen und hat einen Durchmesser von 37 cm sowie oben eine Rankenverzierung. Die Kapelle ist nach wie vor Ortsmittelpunkt, weil sich der ursprüngliche Ortsbereich kaum erweitert hat.
Im Jahr 1975 bewahrten die Altenvalberter (damals 85 Einwohner) die Kapelle durch umfangreiche bauliche Sanierungsmaßnahmen vor dem Verfall. Die in Eigenleistung erbrachten Renovierungsarbeiten erstreckten sich über ein Jahr und reichten vom Abbruch der Außenmauer bis zum neuen Altar aus Spaltschiefer. Im Innenraum wurde eine Gedenkstätte für die vermissten und gefallenen Opfer des Krieges eingerichtet.
Im Jahre 1991 wurde zwecks Sicherstellung des dauerhaften Fortbestandes der Kapelle der „Kapellenverein St. Maria Magdalena e. V.“ gegründet. In der Folgezeit erwarb der Verein das Kapellengrundstück von der Stadt Lennestadt und führte verschiedene Erhaltungsmaßnahmen und Verschönerungen im Innen- und Außenbereich der Kapelle durch. Das durch den Orkan Kyrill im Jahr 2007 zerstörte Kreuz im Dahl wurde neu aufgestellt und zu einer Rastecke ausgeweitet.

## Panoramablick auf Altenvalbert

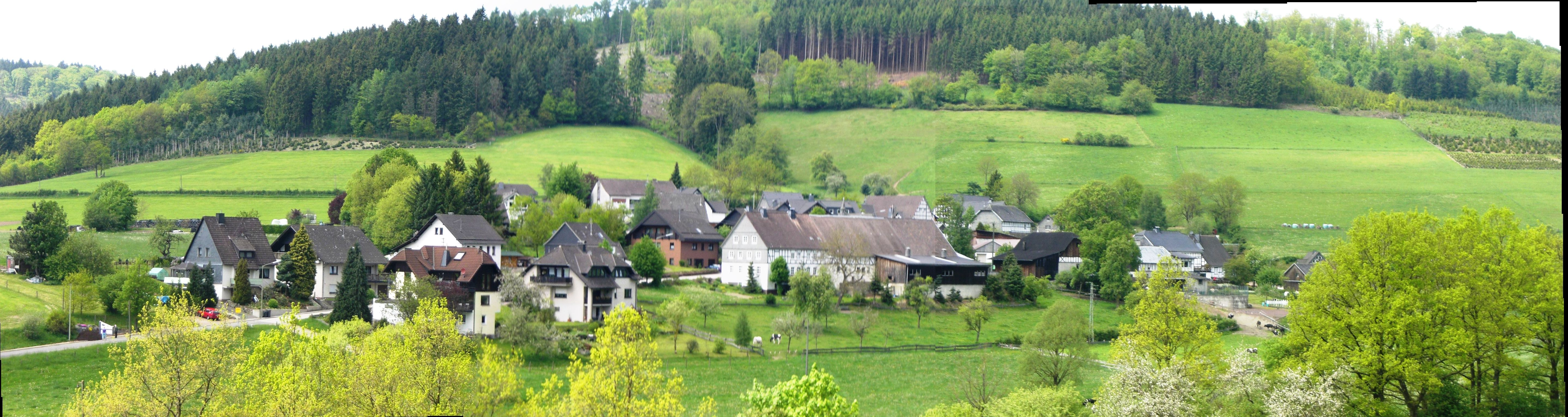
Altenvalbert: Panorama vom Eggeweg